# فيسلين فوجوفيتش
فيسلين فوجوفيتش مواليد 18 يناير 1961 في ستنيي، جمهورية يوغوسلافيا الاشتراكية الاتحادية، هو لاعب كرة يد يوغوسلافيا معتزل أصبح مدرباً لعب كظهير أيسر. يدرب حاليا منتخب سلوفينيا لكرة اليد. مثل منتخب يوغوسلافيا لكرة اليد في 183 مباراة. شارك في دورة الألعاب الأولمبية الصيفية سنة 1984.

## سجل المنافسة
شارك في البطولات التالية:
- بطولة أوروبا لكرة اليد للرجال 1996
- بطولة أوروبا لكرة اليد للرجال 2016
- الألعاب الأولمبية الصيفية 2016

## الإنجازات
- دوري أبطال أوروبا لكرة اليد: 1984–85، 1985–86، 1990–91
- الدوري الإسباني لكرة اليد: 1990–91، 1991–92
- كأس ملك إسبانيا لكرة اليد: 1990، 1993، 2003
- كأس السوبر الإسبانية لكرة اليد: 1988–89، 1989–90، 1990–91، 1991–92
- كأس إسبانيا لكرة اليد: 1994
- كأس أوروبا لكرة اليد: 1995
- كأس أبطال الكؤوس الأوروبية لكرة اليد: 2002، 2003
- بطولة العالم لكرة اليد للرجال شباب: 2005
- الدوري المقدوني لكرة اليد: 2006–07، 2008–09، 2012–13
- دوري الجنوب الشرقي لكرة اليد: 2011–12
- الدوري الكرواتي لكرة اليد: 2014–15، 2015–16
- رياضي العام في يوغوسلافيا – 1986
- جائزة أفضل لاعب في العالم في كرة اليد – 1988
- لاعب العام في يوغوسلافيا

## روابط خارجية
- فيسلين فوجوفيتش على موقع أوليمبيديا (الإنجليزية)